# Campolongo sul Brenta
Campolongo sul Brenta là một đô thị tại tỉnh Vicenza ở vùng Veneto, Ý.
Đô thị này có diện tích km2, dân số là người (thời điểm)